# 안드레이 2세

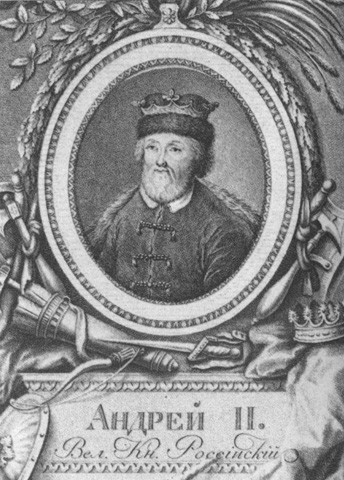
안드레이 2세

안드레이 2세(러시아어: Андрей II Ярославич 안드레이 야로슬라비치[*], 1222년경 ~ 1264년)는 블라디미르 대공국의 대공(재위: 1249년 ~ 1252년)이다. 류리크 왕조 출신이다.

## 생애
야로슬라프 2세 대공의 아들로 태어났다. 1200년부터 1205년까지, 1207년부터 1210년까지 노브고로드(벨리키노브고로드) 공작을 역임했다.
1240년 튜턴 기사단이 노브고로드 공화국을 침공하자 자신의 형제인 알렉산드르 넵스키를 지원하기 위해 군대를 파병했다. 1242년에 일어난 페이푸스 호 전투에서는 수즈달 군대에 합류했으며 알렉산드르 넵스키와 함께 노브고로드 공화국 진영에 참전했다. 1249년부터 1252년까지 블라디미르 대공을 역임했다.
| 전임 미하일 호로브리트 | 블라디미르 대공 1249년 ~ 1252년 | 후임 알렉산드르 넵스키 |